# Miseri Mø
|  | Denne artikel er oprettet af botten PalnaBot ud fra en ekstern database. Den kan derfor have sproglige fejl eller mangler. Denne skabelon kan fjernes efter kontrol af indholdet. |

Miseri Mø er en dansk dukkefilm udgivet i 1989, instrueret af Jørgen Vestergaard efter manuskript af Jørgen Vestergaard. Den blev reelt produceret i 1985.

## Handling
En historie om trolde og trolddomskunster: Kongesønnen bliver taget til fange af en trold. Den smukke og dejlige Miseri Mø kommer ham dog til hjælp. Men først går de så grueligt meget igennem. .